# Lena Göldi
Pour les articles homonymes, voir Goeldi.
Lena Göldi, née le 1er octobre 1979 à Safnern, est une judokate suisse.

## Carrière
Lena Göldi remporte la médaille d'argent des Championnats d'Europe de judo 2003 en moins de 57 kg. 
Elle est éliminée en quarts de finale des Jeux olympiques de 2004 par la Cubaine Yurisleidy Lupetey.